# 85º Reggimento addestramento volontari "Verona"

Mostreggiatura del reggimento

L' 85º Reggimento Addestramento Volontari "Verona" (85º RAV) ha sede a Verona-Montorio Veronese e dipendente dalla Scuola di Fanteria di Cesano di Roma.

## Storia
Il 1º novembre 1884 prese vita a Tortona, in Piemonte, l'85º Reggimento fanteria che, assieme all'86º fanteria, andò a costituire la Brigata "Verona". Nella guerra d'Eritrea  fornì al corpo di spedizione del generale di San Marzano la 4ª Compagnia , fornendo uomini anche per la successiva guerra di Abissinia (1895-1896).
Dal 5 settembre 1904 vi fece servizio il Sottotenente Vincenzo Lombard fino all'11 aprile 1907.
Nel 1908, trovandosi a Trapani, il Reggimento intervenne in aiuto alla popolazione colpita dal terremoto di Messina, meritandosi una medaglia d'argento di benemerenza.

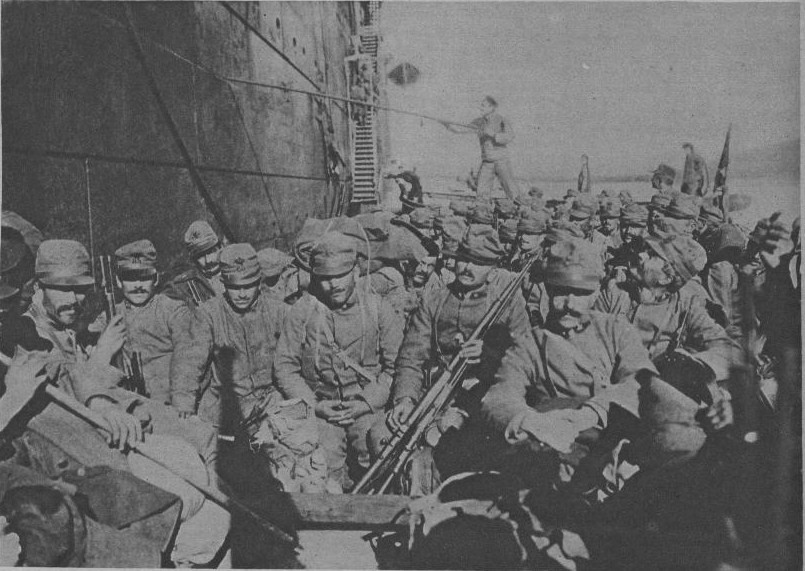
1916.

Il primo conflitto mondiale lo vide impegnato con la Brigata "Verona" sull'altopiano di Asiago e sulle Alpi Giulie. Nel 1937 venne trasferito a Tripoli per formare la 60ª Divisione fanteria "Sabratha" assieme al 42º Reggimento artiglieria. Nel 1941, nel corso della seconda guerra mondiale, l'85º "Verona", ridotto ormai a un battaglione, venne sciolto a causa delle elevate perdite subite in combattimento e i superstiti confluirono nel Reggimento fanteria "Sabratha". L'unità riprese comunque vita il 4 settembre 1941, partecipando alla seconda battaglia di El Alamein in seno alla 102ª Divisione motorizzata "Trento".
La bandiera di guerra e le tradizioni dell'85º fanteria vennero ereditate dall'85º Battaglione meccanizzato "Verona", formato il 1º ottobre 1975 a Montorio Veronese, frazione di Verona. Parte della Brigata meccanizzata "Brescia", il battaglione venne posto in posizione "quadro" il 30 novembre 1989 e infine sciolto il 30 aprile 1991. Lo stesso anno (il 25 settembre) venne tuttavia ricostituito l'85º Reggimento fanteria "Verona" con compiti di addestramento delle reclute delle unità di artiglieria. Oggi il reparto svolge compiti di formazione dei VFI in forza all'Esercito Italiano.

## Struttura
L'85º Reggimento Addestramento Volontari "Verona" dipende gerarchicamente dalla Scuola di Fanteria di Cesano, e, quindi, dal Comando per la formazione, specializzazione e dottrina dell'Esercito.
È costituito da:
- Compagnia Comando e Servizi (con Comando)
- 1º Battaglione addestrativo (con Comando)
- Ufficio Addestramento e Sicurezza
- Sezione Coordinamento Amministrativo
- Ufficio Logistico
- Ufficio Maggiorità e Personale
- Ufficiale addetto alla Sede

## Descrizione araldica dello stemma
Lo scudo araldico è di tipo semitroncato partito: il primo d'azzurro alla croce d'oro (simbolo di Verona); il secondo, nella parte superiore, di rosso ad un palo di nero caricato dell'elmo d'oro di Scanderbeg e, nella parte inferiore, di rosso al silfio di Cirenaica d'oro reciso.
Come ornamento esteriori sono presenti sullo scudo una corona turrita d'oro, accompagnata sotto da nastri annodati nella corona, scendenti e svolazzanti in sbarra e in banda al lato dello scudo, rappresentativi delle ricompense al valore ottenute dal Reggimento. Il nastro dai colori dell'Ordine militare d'Italia è accollato alla punta dello scudo con l'insegna pendente al centro. Sotto lo scudo su lista bifida d'oro, svolazzante con la concavità rivolta verso l'alto, il motto "Combattere da prodi".

## Insegne e simboli
- Il Reggimento indossa il fregio della Fanteria (composto da due fucili incrociati sormontati da una bomba con una fiamma dritta). Al centro nel tondino è riportato il numero "85".
- Le mostrine del reggimento sono rettangolari di colore azzurro con due bande laterali gialle. Alla base della mostrina si trova la stella argentata a 5 punte bordata di nero, simbolo delle forze armate italiane.